# Artur Andrade
Artur Vieira de Andrade (Porto, 14 de maio de 1913 - Porto, 9 de novembro de 2005) foi um arquiteto português.
Nasceu na Rua Antero de Quental, freguesia de Cedofeita, Porto, a 14 de maio de 1913. Era filho de Manuel Vieira de Andrade e de Clara Rodrigues de Vila Real.
Desde muito jovem interessou-se pela política, faceta que se revelou durante a frequência do Liceu Rodrigues de Freitas e motivou a sua saída de casa, aos 18 anos de idade, por divergências familiares. A mãe, em particular, não aceitava este seu envolvimento em questões políticas e, mais do que tudo, as constantes visitas da polícia política (PVDE, mais tarde PIDE).
Nessa altura passou a trabalhar numa fábrica e mal teve possibilidade para o fazer matriculou-se no Curso de Arquitectura na Escola de Belas Artes do Porto. O seu talento para o desenho foi reconhecido tendo sido convidado para trabalhar no atelier do arquiteto Arménio Losa, em horário noturno, depois do final das aulas.
Na ESBAP frequentou o Curso Especial de Arquitetura, entre 1934 e 1937, e o Curso Superior de Arquitetura, entre 1941 e 1946. Após a conclusão da licenciatura trabalhou numa empresa de construção civil.
Em 1947, foi convidado pela Associação Industrial Portuense a riscar o novo palácio de exposições no Jardins do Palácio de Cristal, para as comemorações do 1º centenário da sua fundação. Porém, o anteprojeto que riscou foi indeferido pela Câmara, com a justificação de que o seu autor era um opositor ao Regime. A deceção que sofreu foi em parte ultrapassada pela solidariedade dos seus pares. Trinta e quatro arquitetos assinaram uma carta, publicada na revista Arquitectura, na qual manifestaram o repúdio pela injusta decisão da autarquia que, ignorando o mérito da obra, se baseava em motivações meramente políticas.

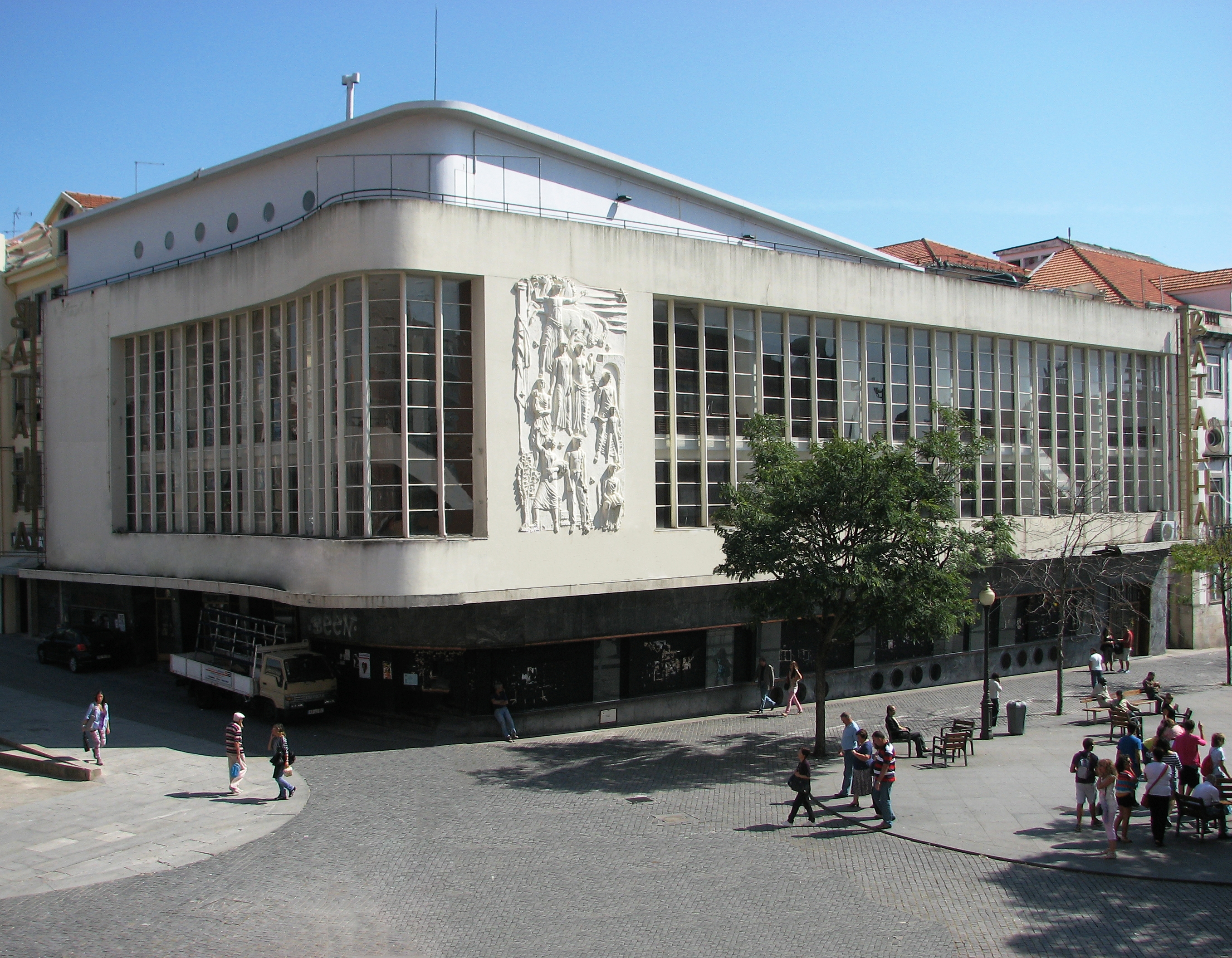
Cinema Batalha, Porto

Projetou o emblemático Cinema Batalha, na praça com o mesmo nome da baixa portuense, no lugar do antigo cinema High Life e nas proximidades do Cinema Águia d'Douro. Trata-se de um edifício de linhas expressionistas e de grande dinamismo, decorado com pinturas murais de Augusto Gomes, António de Assunção Sampaio e Júlio Pomar, e com esculturas alegóricas de António Braga e Arlindo Gonçalves.
Esta obra foi bem acolhida pelos portuenses, mas gerou polémica. O mural neo-realista de Júlio Pomar foi interpretado pelas autoridades como um manifesto comunista e por esse motivo foi destruído.
A inauguração solene deste espaço cultural aconteceu a 3 de junho de 1947. Durante décadas foi um dos lugares preferidos de gerações de portuenses amantes da 7ª Arte, até cair num processo de degradação do qual foi resgatado recentemente. Mais de meio século volvido, o edifício renovado foi reinaugurado em 2006. O Batalha dispõe agora de dois auditórios, dois bares, diversos foyers e um terraço reformado no último piso, com vistas sobre a cidade, estando, por isso, preparado para acolher eventos de diversos tipos.
Artur Andrade foi também autor de muitas outras obras, como o Café Rialto, no qual contou com a colaboração de três artistas plásticos os pintores Dórdio Gomes, Guilherme Camarinha e o médico/artista Abel Salazar, que participaram na obra com murais, e o escultor João Fragoso com um baixo-relevo, que desapareceu na altura em que o café foi convertido numa agência do Banco Millennium BCP; o Prédio n º 500, da Rua Delfim Ferreira e o prédio da FIAT, na Rua Latino Coelho, no Porto; a Estalagem de São Tiago, em Entre-os-Rios; uma fábrica em Santo Tirso; algumas obras em Vila Real e o prédio nº 718, na Rua Hintze Ribeiro, em Leça da Palmeira, para onde o arquiteto foi viver no fim da vida, por muito apreciar a praia.
Na sua carreira de arquiteto destacou-se, também, por ser um dos introdutores do Movimento Moderno e por ter sido membro da ODAM (Organização dos Arquitectos Modernos).
Artur Andrade não foi apenas um arquiteto. Foi também um cidadão politicamente ativo, que sonhava com a criação de uma sociedade justa.
Acompanhou as tertúlias de António Sérgio e de Jaime Cortesão e, no início da vida, aderiu aos ideais comunistas, dos quais se veio a afastar.
Durante a juventude e na idade adulta foi preso nove vezes pela PIDE. Participou ativamente no MUD (Movimento de Unidade Democrática) e incitou Humberto Delgado a concorrer às eleições presidenciais de 1958, tendo sido secretário-geral da sua candidatura. Candidatou-se pela oposição em todas as eleições anteriores à Revolução de 25 de Abril de 1974.
Filiou-se no PPD (Partido Popular Democrático), a pedido de Francisco Sá Carneiro e de Joaquim Magalhães Mota, em 1974, daí em diante tendo integrado as comissões de admissão do Partido, no Porto e em Lisboa, e as comissões de propaganda.
No período pós 25 de Abril foi o primeiro presidente da Comissão Executiva da Câmara do Porto e Vereador do Urbanismo, eleito pelo PSD (Partido Social Democrata). A 1 de outubro de 1985, foi agraciado com o grau de Comendador da Ordem da Liberdade. Em 1989 candidatou-se à presidência da Câmara Municipal do Porto, pelo PRD (Partido Renovador Democrático), de Ramalho Eanes, mas foi derrotado por Fernando Gomes, candidato do Partido Socialista.
Foi um homem livre, determinado e compreensivo[carece de fontes?].
Morreu no Porto a 9 de novembro de 2005.